# Dieter Nuhr

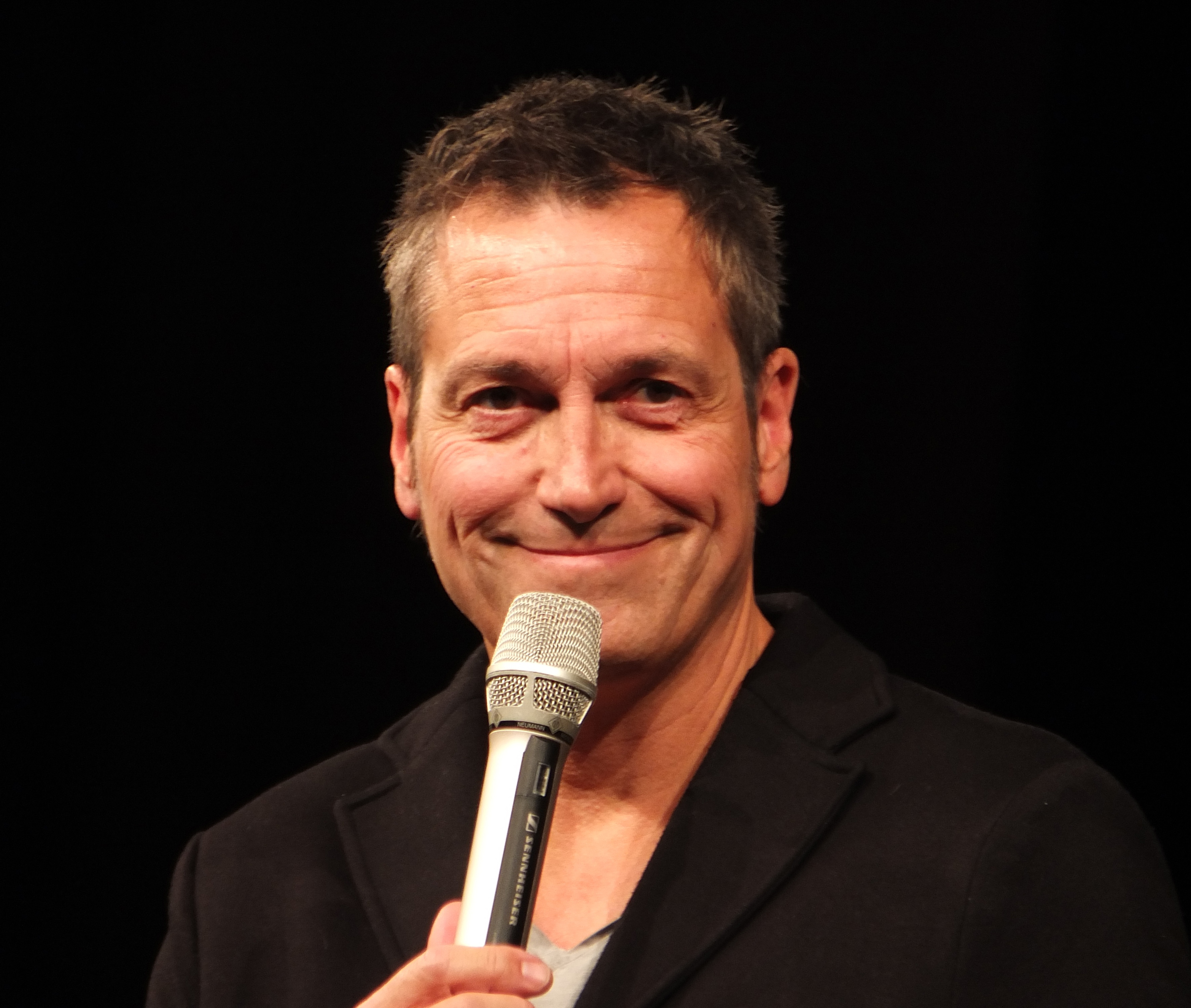
Dieter Nuhr in 2017

Dieter Nuhr (Wesel, 29 oktober 1960) is een Duits stand-upcomedian, satiricus en schrijver.

## Carrière
Nuhr groeide op in Düsseldorf, alwaar hij aan het Leibniz-Gymnasium school liep. Tijdens deze periode begon hij bij het schooltheater op te treden. Vanaf 1981 studeerde hij geschiedenis en kunst aan de Universität Duisburg-Essen. Hij schreef zijn eerste teksten voor een voorstelling in het Düsseldorfer Schauspielhaus en stichtte in 1986 de cabaretgroep V.E.V.—K. Barett met zijn collega Frank Küster, met wie hij vanaf 1987 optrad. Tot 1990 bleef het duo, later onder de naam V.E.V.—Kabarett, gezamenlijk optreden.
Sedert 1994 treedt Nuhr solo op; zijn eerste voorstelling heette Nuhr am nörgeln!. Al zijn performances hebben sindsdien een woordspeling op zijn naam en het Duitse bijwoord ‘nur’ (enkel of louter) in de titel. Zijn voorstelling Nuhr weiter so werd in 1998 met de Deutscher Kleinkunstpreis bekroond. In 2003 ontving hij de Deutscher Comedypreis voor het beste liveoptreden. In de loop der jaren verzorgde hij talrijke gastoptredens, onder andere in de Quatsch Comedy Club, in Genial daneben en bij Harald Schmidt. Zijn voorstelling Ich bin’s nuhr trok ongeveer een half miljoen bezoekers. Sedert 2006 presenteert hij jaarlijks een eindejaarsconference op het ZDF.
Van 2011 tot 2014 was Nuhr de moderator van het satirische programma Satire Gipfel op ARD, waarin hij de verbindingsstukken tussen uiteenlopende Duitstalige komieken verzorgde. In oktober 2014 werd dit programma door Nuhr im Ersten vervangen. In 2012 en 2013 was hij tevens presentator van de quiz Null gewinnt, die op het Britse Pointless geïnspireerd is. Tevens in 2014 ontving hij de Jacob-Grimm-Preis Deutsche Sprache voor de taalkundige virtuositeit die hij in zijn voorstellingen aan de dag legt.

## Stijl
In de vroege jaren 90 vertoonde het werk van Nuhr nog veel kenmerken van het cabaret en de kleinkunst: zo trad hij consequent met bretellen op en droeg hij kleurige, ietwat clownesk aandoende outfits, waarbij hij van diverse theaterrekwisieten gebruikmaakte. Toen hij solo ging, werd zijn stijl—naar eigen zeggen op aandringen van een theaterdirecteur uit Mönchengladbach—soberder en meer gericht op de droogkomische stijl van Angelsaksische komieken. Dieter Nuhr brengt vooral intellectuele humor: zijn voorstellingen zijn rond filosofische en levensbeschouwelijke thema’s opgebouwd, waarover hij ironiserend commentaar met woordspelingen en laconieke opmerkingen levert. Hij weidt graag uit over wetenschap, geschiedenis en kunst en schuwt daarbij in Duitsland gevoelig liggende, historische onderwerpen als het nazisme niet. In 2008 verleende de Duitse afdeling van Mensa hem de Deutscher IQ-Preis.

### Proces wegens grappen over de islam
In oktober 2014 diende een vermeende salafist uit Osnabrück, Erhat Toka, een klacht tegen Dieter Nuhr in wegens het „beschimpen van levensovertuigingen en religieuze gemeenschappen”. In een van zijn voorstellingen citeert Nuhr enkele soera’s omtrent vrouwen letterlijk uit de Koran. Naar aanleiding hiervan noemde Toka Nuhr een „haatprediker”. In de krant Welt am Sonntag verklaarde Nuhr dat het een slechte zaak ware, de islam, uit angst voor potentiële reacties, voor kritiek te vrijwaren; hierdoor zou zulks uitsluitend het terrein van extreemrechts worden. Op 5 november 2014 werd de procedure door het Openbaar Ministerie van Osnabrück geseponeerd, omdat het klaarblijkelijk duidelijk om satire ging en er in de voorstellingen van Nuhr geen tendens tot vreemdelingenhaat te bespeuren viel.

## Overige activiteiten
In zijn vrije tijd is Nuhr muzikant en fotograaf. In 2009 werkte hij mee aan het compilatiealbum A Tribute to Die Fantastischen Vier. In 2008 gaf hij een tentoonstelling van zijn foto’s in Hamburg, gevolgd in 2010 door een tentoonstelling te Ratingen.

## Oeuvre

### Theatervoorstellingen
- 1995 Nuhr am nörgeln!
- 1996 Nuhr weiter so
- 1998 Nuhr nach vorn
- 2000 www.nuhr.de (voorstelling in het Halb Neun Theater, Düsseldorf)
- 2002 www.nuhr.de/2 (voorstelling in Die Wühlmause, Berlijn)
- 2006 Ich bin’s nuhr.
- 2007 Nuhr die Wahrheit.
- 2011 Nuhr die Ruhe.
- 2011 Nuhr unter uns.
- 2013 Nuhr ein Traum.

### Dvd’s
- 2000: Quatsch Comedy Club – Das Beste Vol. 1
- 2001: Quatsch Comedy Club – Das Beste Vol. 2
- 2004: Nuhr vom Feinsten.
- 2006: Ich bin’s nuhr
- 2009: Nuhr die Wahrheit
- 2011: Nuhr die Ruhe
- 2013: Nuhr unter uns

### Televisiewerk
- 2011–2014: Satire Gipfel, op ARD
- 2011: Typisch Frau, Typisch Mann, quiz op RTL
- 2012: Null gewinnt, quiz op ARD
- sedert 2014: Nuhr im Ersten, vervolg op de Satire Gipfel op ARD

### Boeken
- 1995  Nuhr am nörgeln! Das Buch zum Programm. con anima Verlag, Düsseldorf, ISBN 3-931265-02-1.
- 1998 Nuhr nach vorn. Das Buch zum Programm. con anima Verlag, Düsseldorf, ISBN 3-931265-18-8.
- 2006 Gibt es intelligentes Leben?. Rowohlt Verlag, Reinbek, ISBN 978-3-499-62076-8.
- 2007 Wer’s glaubt, wird selig. Rowohlt Verlag, Reinbek, ISBN 978-3-499-62284-7.
- 2008 Nuhr unterwegs. Rowohlt Verlag, Reinbek, ISBN 978-3-499-62358-5.
- 2010 Nuhr auf Sendung. Ein Radiotagebuch. Edel, Hamburg, ISBN 978-3-8419-0013-5.
- 2010 Nuhr fotografiert!. Fotokunst von Dieter Nuhr. Kerber Verlag, Bielefeld, ISBN 978-3-86678-396-6.
- 2011 Der ultimative Ratgeber für alles. Bastei Lübbe, Köln, ISBN 978-3-7857-6055-0. Als hoorboek in 2011 ISBN 978-3785740248
- 2013 Das Geheimnis des perfekten Tages. Bastei Lübbe, Köln, ISBN 978-3-431-03861-3. Als hoorboek in 2013 ISBN 978-3785746929